# 3-メチルクェルセチン 7-O-メチルトランスフェラーゼ
3-メチルクェルセチン 7-O-メチルトランスフェラーゼ(3-methylquercetin 7-O-methyltransferase、EC 2.1.1.82)は、以下の化学反応を触媒する酵素である。
S-アデノシル-L-メチオニン + 5,7,3',4'-テトラヒドロキシ-3-メトキシフラボン{\displaystyle \rightleftharpoons }S-アデノシル-L-ホモシステイン + 5,3',4'-トリヒドロキシ-3,7-ジメトキシフラボン
従って、この酵素の2つの基質はS-アデノシル-L-メチオニンと5,7,3',4'-テトラヒドロキシ-3-メトキシフラボン（イソラムネチン）、2つの生成物はS-アデノシル-L-ホモシステインと5,3',4'-トリヒドロキシ-3,7-ジメトキシフラボン（ラムナジン）である。
この酵素は、転移酵素、特に1炭素基を転移させるメチルトランスフェラーゼのファミリーに属する。系統名は、S-アデノシル-L-メチオニン:5,7,3',4'-テトラヒドロキシ-3-メトキシフラボン 7-O-メチルトランスフェラーゼ(S-adenosyl-L-methionine:5,7,3',4'-tetrahydroxy-3-methoxyflavone 7-O-methyltransferase)である。この酵素は、Chrysosplenium americanumで見られる。